# Бурроуа-Пайн-Маунтин
Бурроуа-Пайн-Маунтин (англ. Burrowa-Pine Mountain National Park) — национальный парк, расположенный на северо-востоке штата Виктория (Австралия). Площадь — 184 км².

## История
Национальный парк был создан 16 мая 1978 года.

## Описание
Национальный парк расположен на северо-востоке штата Виктория севернее города Каджва между шоссе B400 Murray Valley Highway (на юге) и административной границей штата (на севере). Парк охватывает одну из крупнейших в Австралии гору-монолит Пайн-Маунтин, с наивысшей точкой (в парке) горой Бурроуа (1300 м).